# Agua Fría (Nuevo León)
Agua Fría es una localidad de la Zona metropolitana de Monterrey en el estado mexicano de Nuevo León y particularmente del municipio de Apodaca.
El 8 de mayo de 2020 se registró el primer tornado en la comunidad de Agua Fría.

## Localización y demografía
La población se Agua Fría se localiza al centro-norte del territorio del municipio de Apodaca y se encuentra situada a unos 5.1 kilómetros al norte de la cabecera municipal, la ciudad de Apodaca. Sus coordenadas geográficas son 25°48′47″N 100°09′05″O / 25.81306, -100.15139 y se licaza a una altitud de 389 metros sobre el nivel del mar.
De acuerdo con el Censo de Población y Vivienda realizado en 2010 por el Instituto Nacional de Estadística y Geografía tiene una población total de 753 habitantes, de los que 348 son mujeres y 385 son hombres.